# Šupljak
Šupljak (ćir.: Шупљак, mađ.:Ludas) je naselje u općini Subotica u Sjevernobačkom okrugu u Vojvodini.

## Povijest
Na Šupljaku je otvorena prva salašarska župa. Crkvu su imali Šupljačani već 1832. godine. Na svetu misu su u početku nedjeljama i blagdanima kolima dovozili jednog od od kapelana svete Terezije. 1841. godine je odlučeno da se Šandor priključi župniku sv. Roka kao filijala, a Šupljak da se priključi župi sv. Jurja. Stoga od te godine je na na Šupljak je izlazio kapelan svetoga Jurja. Iste 1841. su godine podigli sobu i kuhinju da bi kapelan kod njih mogao stanovati. Šupljak je 1860. godine dobio upravitelja župe, a od 1875. ima stalnoga župnika.

## Stanovništvo
U naselju Šupljak živi 1.310 stanovnika, od toga 1.042 punoljetnih stanovnika, a prosječna starost stanovništva iznosi 41,4 godina (40,3 kod muškaraca i 42,6 kod žena). U naselju ima 472 domaćinstva, a prosječan broj članova po domaćinstvu je 2,78.
Prema popisu iz 1991. godine u naselju je živjelo 1.427 stanovnika.
| Etnički sastav 2002. |            |        |
| Narod                | Stanovnika | %      |
| Mađari               | 1.146      | 87,48% |
| Bunjevci             | 58         | 4,42%  |
| Srbi                 | 39         | 2,97%  |
| Hrvati               | 25         | 1,90%  |
| Crnogorci            | 4          | 0,30%  |
| Slovaci              | 2          | 0,15%  |
| Jugoslaveni          | 1          | 0,07%  |
| Makedonci            | 1          | 0,07%  |
| nepoznato            | 2          | 0,15%  |

| broj stanovnika | 3052  | 2975  | 2769  | 2246  | 1650  | 1427  | 1310  |
|                 | 1948. | 1953. | 1961. | 1971. | 1981. | 1991. | 2001. |

## Vanjske poveznice
- Karte, položaj vremenska prognoza  Arhivirana inačica izvorne stranice od 8. svibnja 2009. (Wayback Machine)
- Satelitska snimka naselja